# LGBT práva v Pákistánu

Duhová mapa Pákistánu

Neoficiální duhová vlajka Pákistánu

Práva leseb, gayů, bisexuálů a translidí (LGBT) jsou v Pákistánu obecně považována za tabu. Dokonce i ve velkých městech žijí gayové a lesby v takzvaném closetu, což znamená, že svojí skutečnou sexuální orientaci skrývají. Stejnopohlavní sexuální styk je podle pákistánských zákonů nelegální. Pákistánský trestní zákoník přijatý v roce 1860 trestá sodomii vězením a obsahuje i další ustanovení, které tamní státní orgány často zneužívají k represi LGBT Pákistánců. Jedná se zejména o mravnostní zákony. Islámské právo šaría v takových případech počítá i s trestem smrti. Podle dat ILGA nejsou ale známy žádné případy osob popravených za praktikování homosexuality. Navzdory platným zákonům nejsou homosexuální akty vždy trestány. Infekce HIV/AIDS je každopádně jedním z vážných problémů, s nimiž se Pákistán potýká.
Diskriminace a odmítání LGBT komunity, jejichž příčinou jsou sociální stigmata vycházející z náboženství, LGBT minoritě výrazně stěžují vytváření stabilních svazků. I přesto se ale LGBT komunita socializuje, seznamuje a vytváří pevné rodinné vztahy, ale zpravidla anonymně.
LGBT Pákistánci se nejčastěji seznamují ve velkých městech jako jsou Karáčí a Láhaur, zejména gayové a bisexuální muži. Díky globalizaci, rostoucím liberalizačním trendům a toleranci funguje v Pákistánu několik soukromých gay barů, jejichž počet v posledních letech roste. Mimo jiné se také zvyšuje počet lidí narozených rodičům, kteří měli možnost studovat na zahraničních univerzitách v západním světě, a tudíž mají větší povědomí o lidské sexualitě. Těm pak většinou nečiní problém přijmout jejich stejnopohlavní partnery a také bývají často vyoutovaní i před svými přáteli.
V r. 2018 přijal pákistánský parlament zákon o ochraně práv translidí (Transgender Persons (Protection of Rights) Act), který chrání práva translidí. Této právní úpravě předcházelo historické rozhodnutí pákistánského nejvyššího soudu, který podpořil občanská práva translidí. Díky následným dalším soudním rozhodnutím byla práva transosob i nadále posilována.
Pákistán nicméně nijak nechrání občanská práva jiných sexuálních orientací, včetně ochrany proti diskriminaci a šikaně. Pákistánské zákony neumožňují homosexuálním párům stvrdit svůj vztah, ať už prostřednictvím registrovaného partnerství nebo stejnopohlavního manželství. Politické diskuze se těmto tématům zpravidla vyhýbají.

## Zákonnost stejnopohlavní sexuální aktivity
Pákistánský právní řád je mixem anglosaských koloniálních zákonů a islámského práva. Z koloniálního hlediska je praktikování homosexuality trestné od 6. října 1860 v souladu se zákony tehdejší Britské Indie. Za vznikem zmiňovaného indického trestního zákoníku (Indian Penal Code 1860) stál britský historik a člen tehdejší koloniální vlády lord Thomas Macaulay, který do něj včlenil ustanovení o zločinech proti přírodě (Unnatural Offences), neboli také nepřirozené tělesné kontakty (carnal knowledge). Po získání nezávislosti v roce 1947 se nově ustanovený parlament rozhodl v této praxi i nadále pokračovat a koloniální trestní zákoník pouze přejmenoval na „pákistánský“. Článek 377 pákistánského trestního zákoníku („Zločiny proti přírodě“) říká: „Kdo naváže tělesný kontakt v rozporu se zákony přírody s jiným mužem, ženou nebo zvířetem, bude potrestán odnětím svobody v délce trvání dvou až deseti let, případně i peněžitým trestem.“
V rámci islamizace Pákistánů byly v roce 1977 přijaty vyhlášky o hudúdu ustanovující několik trestů za cizoložství, smilstvo, konzumaci alkoholu a homosexuální praktiky. Přijaté nové právní úpravy počítají s nelidskými formami trestů, jako je například bičování a kamenování. LGBT Pákistánci mohou být podrobeni trestům jak podle sekulárního, tak i islámského práva, anebo obojím. Nicméně velká většina všech známých případů aplikace těchto zákonů spíše zahrnuje policejní šikanu než faktické ukládání trestů v podobě pokut a vězení.

## Ústavní právo
Pákistánská ústava se nijak přímo nezmiňuje o sexuální orientaci nebo genderové identitě, ale obsahuje jistá ustanovení, která lze aplikovat na ústavní práva LGBT Pákistánců.
- Část II. 37. Vláda ctí a podporuje islámské hodnoty muslimských občanů, chrání manželství, rodinu a bojuje s obscénností.
- Část IX 227. Islám je oficiálním státním náboženstvím a veškeré zákony, nařízení, vyhlášky a jakékoliv jiné regulace musejí být kompatibilní s islámem, na což dohlíží vládou jmenovaný Islámský koncil.

## Genderová identita a změna pohlaví

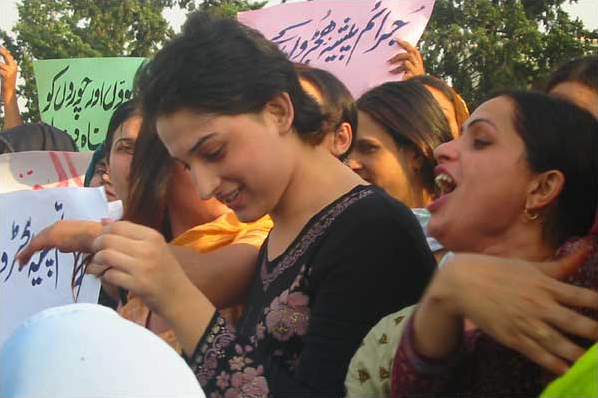
Skupina Hidžer a translidí protestující v Islamábádu.

Ve většině jihoasijských zemí je široce akceptovaný institut třetího pohlaví, jehož příslušníci nejsou společensky vnímáni ani jako muži, ani ženy. Pákistánská kultura obecně vzato není homogenní a má rozsáhlou skupinu Hidžer (urdsky:ہیجڑا|ہیجڑا). Ačkoliv se jedná o termín obecně užívaný v regionu Jižní Asie, v urdštině je považován za pejorativní a místo něj se používá „khawaja sara“ (urdsky: خواجہ سرا}). V anglickojazyčné literatuře je někdy spojován jak s intersexuály, tak i translidmi a eunuchy. Podobně jako translidé v mnoha zemích i oni bývají často terčem posměchu, násilí a šikany. I tak jsou ale víceméně akceptováni díky svému postavení v prekoloniální společnosti. Jsou například vítanými hosty na svatbách, kde často baví muže, a i v ženské společnosti jsou velmi oblíbení. V pandžábštině jsou často nazýváni „khusra“ (pandžábsky:ਹਿਜੜਾ|ਖੁਸਰਾ) a v sindhštině „khadra“ (sindhsky:کدڙا|کدڙا).
Jejich přítomnost je ve společnosti obvykle tolerována a všeobecně jsou považováni za součást pákistánské kultury. Historie mnohých khawaja saras sahá do dob Mughalské říše a je považována z potomky tamních dvorních eunuchů. S ohledem na jejich genitání dysforii a z důvodu obav o kvalitu jejich života lidé často naslouchají jejich potřebám, dávají jim almužny a zvou je na významné životní události jako je například narození dítěte, křest a svatba. Samotná existence těchto komunit, včetně přírůstku jejích nových členů, je zahalena tajemstvím, neboť khawaja sara jsou velmi uzavření. V r. 2004 bylo zjištěno, že v Láhauru působí 10 tisíc aktivních transvestititů.
Lidé akceptují chirurgickou operativní změnu pohlaví jako běžnou součást procesu tranzice, jemuž předchází stav genderové dysforie. Jsou známé i případy, které se dostaly do širšího centra pozornosti. V roce 2008 povolil pákistánský nejvyšší soud v Láhauru 28leté Naureen chirurgickou změnu pohlaví, ačkoliv podmínkou pro tento proces je prokázaný stav genderové dysforie, tedy nesouladu anatomického a psychického pohlaví.
V roce 2009 vyhověl pákistánský soud žalobě skupiny transvestititů. V odůvodnění rozsudku uvedl, že všichni pákistánští občané mají ústavou garantovaná stejná práva na ochranu před diskriminací a nelidským zacházením, a zavázal pákistánskou vládu, aby podnikla odpovídající kroky k jejímu zajištění. Pákistánský generální prokurátor Iftikhar Chaudhry byl během svého volebního období hlavním průkopníkem v oblasti lidských práv transgender Pákistánců.
V roce 2010 přiznal pákistánský nejvyšší soud transgender komunitě plné uznání, včetně přístupu k bezplatné zdravotní péči, vzdělávání, podnikatelským úvěrům a zaměstnaneckým kvótám ve všech vládních sektorech.
V roce 2017 nařídil Nejvyšší soud v Láhauru pákistánské vládě začlenit transgender osoby do tehdejšího celostátního sčítání lidu.
V únoru 2018 se senátní výbor usnesl, že by transgender měli mít stejná dědická práva i bez oficiálního uznání jejich genderu ze strany zdravotnické komise.
V květnu 2019 se pákistánská ministryně pro lidská práva Shireen Mazari rozhodla zaměstnat ve svém resortu transženu Ayeshu Moghul. Bylo to poprvé v historii, kdy člen vlády zaměstnal ve svém úřadu člena transgender komunity.

### Zákon o ochraně práv transgender (2018)
Podle zákona o ochraně práv transgender z roku 2018 (urdsky: مُتَجَنَّس افراد کے لیے (تحفظ حقوق) قانون 2018ء) se pákistánští občané mohou identifikovat buď jako muži, ženy, obojí nebo nijak. Svůj gender si mohou zvolit podle svých vlastních preferencí a mají plné právo jej uvádět ve všech osoobních dokumentech, včetně občanských průkazů, cestovních pasů, řidičských oprávnění a osvědčeních o absolvovaném vzdělání. Zákon rovněž přiznává translidem základní práva v oblasti dědictví, vzdělávání, pracovněprávních vztahů, politiky, veřejné správy, zdravotnictví, shromažďování a přístupu do všech sfér společenského života. Jinými slovy transgender Pákistánci jsou nadání veškerými ústavními právy, která jsou přiznána cisgender občanům.
Zákon definuje "transgender osobou" jako jednotlivce s mixem mužského a ženského zevnějšku nebo vnějších pohlavních orgánů nebo muže, který podstoupil kastraci nebo operativní odstranění genitálu, případně osobu, jejíž genderová identita neodpovídá sociokulturním normám odpovídajícím pohlaví, které jí bylo při narození přiděleno. Každý občan Pákistánu, jemuž je přidělen status transgender, má právo dědit a být volen do orgánu státní správy.
Nová právní úprava zakazuje diskriminaci na základě genderové identity v zaměstnání a veřejném ubytování. Pákistánská vláda je povinná poskytovat translidem odpovídající lékařskou a psychologickou asistenci, podnikatelské krátkodobé úvěry a s nimi související vzdělání v oblasti finanční gramotnosti, školit policisty a profesionály, zajišťovat translidem samostatná zařízení pro výkon trestu odnětí svobody a azylové domy. 
Návrh zmiňovaného zákona přijal jednomyslně Senát v březnu 2018. 8. května 2018 jej schválilo Národní shromáždění a 18. května téhož roku jej podepsal pákistánský prezident.
V srpnu 2018 rozhodlo paňdžábské ministerstvo školství, resort druhé největší pákistánské provincie, že všechny transgender děti a mládež mají plné právo na rovný přístup ke vzdělání, a to podle nově přijatého zákona o ochraně práv transgender. Zaměstnancům veškerých vzdělávacích institucí bylo sděleno, aby při přijímání do pracovního poměru uváděli svůj gender, a aby mu přikládali stejnou důležitost i u zápisu žáků a studentů. Resort dále sdělil svým podřízeným odborům a úřadům, že směrnice platí jak pro státní, tak i soukromé školy. Paňdžáb se tak stal první provincií, která uvedla nově přijatou legislativu do praxe.
Začátkem roku 2019 se pákistánská organizace HOPE - Have Only Positive Expectations se sídlem v Láhauru rozhodla přeložit slovo "transgender" do urdského مُتَجَنَّس / foneticky Mutujannis. Dříve neexistoval žádný termín, který by zahrnoval celé transgender spektrum, tedy transženy (Mtf - Male to Female), transmuže (FtM - Female to Male), hidžry a další odlišné genderové identity.

## Akceptace v médiích a populární kultuře

### Gayové/Lesby
Pasivní gayové jsou v Pákistánu obecně považováni za zženštilé muže, které mají pouze maskulinní zevnějšek, ale v jádru jsou ženami. Aktivní gayové nejsou zpravidla oddělováni od heterosexuálních mužů. Lesby jsou obecně velmi málo viditelné, a tudíž o ně není jeven příliš velký zájem.
9. června 2016 Vice News vytvořil malý dokument, v němž mapovali osudy několika členů LGBT komunity v Láhauru. Mladí muži živící se prostitucí vystoupili na videu a informovali o složitostech, jimž gay komunita v Pákistánu čelí. V dokumentu byly i výpovědi aktivistů různých undergroundových organizací bojující za základní lidská práva LGBT komunity. Součástí filmu byl i krátký klip, na němž je zmlácen mladý chlapec a následně znásilněn větví poté, co jej členové konzervativní náboženské společnosti přistihli během homosexuálních aktů. Rovněž bylo také vysvětleno, jak gayové a translidé používají sociální sítě a aplikace jako například Tinder, aby se dostali do kontaktu s dalšími lidmi ze své komunity.

### Transgender
V roce 2005 se Ali Saleem, 28letý syn pákistánského plukovníka, objevil na obrazovkách Geo TV, v pořadu Hum Sub Umeed Se Hain, v přestrojení za pákistánskou premiérku Bénazir Bhúttovou. Díky svému vystoupení si získal tak vysokou popularitu, že vznikla dokonce i jeho vlastní drag queen show pod názvem jeho pseudonymu Begum Nawazish Ali. Ta nechyběla ani při rozhovorech s těmi nejvlivnějšími osobnostmi pákistánské politiky, včetně slavného člena Islámské strany a karáčského starosty Naimatullaha Khana.
Ke zvýšení povědomí o LGBTIQ+ problematice vydal známý publicista dětskou knížku s názvem My Chacha is Gay. Ta se pak následně rozšířila i do světových LGBT knihkupectví. Například do kanadského Toronta. LGBT témata jsou však v Pákistánu stále tabuizovaná. Přesto je o ale ně projevován jistý skrytý zájem, což potvrdil například Google ve svých statistikách k 15. červnu 2013. Zde se totiž ukázalo, že slova jako "shemale sex", "man fucking man" nebo "gay sex pics" byla u pákistánských uživatelů jedna z nejčastěji vyhledávaných.
V červnu 2016 deklaroval Tanzeem Ittehad-i-Ummat, menší náboženská obec v Láhauru, že transgender manželství jsou z hlediska islámského práva legální.
V listopadu 2016 se Kami Sid, trangender aktivistka, rozhodla udělat za pomocí fotografa Haseeb M. Siddiqui, stylisty Wagar J. Khanem a umělkyně Nighat Misbah photoshoot na protest proti obzvlášť hrubému porušování lidských práv transgender Pákistánců, mezi něž patří například smrt transženy jménem Alisha zaviněná zdravotním personálem, který se namísto včasného poskytnutí odpovídající péče dohadoval, zda jí umístit do mužské či ženské nemocnice. Ačkoliv pákistánské úřady akceptují "třetí pohlaví", Kami Sid je přesvědčená, že praxe stále pokulhává. Slovy Sid: "Musíme si uvědomit, že pouhá deklarace třetího pohlaví není dostačující, a že stát stále dostatečně nekoná. Nestačí, aby vláda jenom ustanovila 2 % pracovní kvótu. Ne! Je třeba i nadále bojovat za rovné příležitosti." Před zveřejněním zmíněného photoshootu vystoupila Kami Sid ve dvou snímcích dokumentujících život LGBT Pákistánců - How Gay is Pakistan? a Chuppan Chuppai, v nichž široké veřejnosti nastínila, co v reálu znamená mít v Pákistánu transgender identitu. V lednu 2017 se Sid objevila v novém filmu Rani, v němž ztvárnila transženu, která našla opuštěné dítě, a starala se o něj. Film režíroval držitel několika cen Hammad Rizvi. Producentem byl GrayScale. Kami Sid vyjádřila naději, že by snímek mohl přispět pozitivnějšímu vnímání transgender v pákistánské společnosti podobně jako její photoshoot. Kromě Kami Sid vystoupila ve filmu také Hina Pathani, což je další známá transgender aktivistka. Kami Sid dále také velmi pomohla odbourávání předsudků vůči translidem díky svému vystoupení ve známé televizní show Khuda Mera Bhi, kde více než dobře odpovídala na otázky moderátorky a autorky knihy Khuda Mera Bhi Hai. V roce 2018 byla Kami Sid obviněná ze sexuálního násilí a vyloučená z organizace manifestu Aurat March. Ačkoliv to Kami popírá, organizátoři tvrdí, že jim bylo z její strany vyhrožováno. Kritizována byla rovněž také za svou účast v kampani Change the Clap, ve které se veřejně přidala k neoliberálním proudům, a popřela tak tradice a místní zvyky komunity Khawaja Sira.
V březnu 2017 se pákistánská transgender modelka Rimal Ali objevila ve spotu známé kapely. V rámci své umělecké kariéry vystoupila i v jiných hudebních klipech.
V březnu 2017 získal transmuž Mani AQ doklady odpovídající jím preferovanému pohlaví. Jednalo se o první případ registrace transgender muže v pákistánské LGBT historii. Mani je známý lidskoprávní aktivista a také jeden z členů týmu, který se podílel na zpracování, předložení a přijetí zákona o ochraně transgender z roku 2018. Nyní se aktivně podílí na jeho implementaci v rámci jednotlivých provincií. Rovněž se také podílí na začleňování transmužů do pákistánské armády a policejních složek a celkovém zvyšování povědomí o jejich existenci.
V roce 2018 se Nísha Rao po své promoci na Sindh Muslim Law College v Karáčí stala první pákistánskou transgender právničkou.
V roce 2020 se transžena Gul Panra stala obětí střelby v Péšávaru. Jedná se o poslední zdokumentovaný případ násilí proti LGBT komunitě v Pákistánu. Útok byl mířen jak na ní, tak i na její přátele, kterým se ale podařilo smrti uniknout. Podle údajů bylo od roku 2015 v Pákistánu zavražděno 68 translidí. Od roku 2018 bylo v provincii Chajbar Paštúnchwá v blízkosti afghánských hranic zaznamenáno 479 útoků mířených proti transgender. Statistiky však ale nemusejí být přesné a číslo může být mnohem vyšší.

## Incident Velvyslanectví USA v Islámábádu
4. července 2011 se na půdě Velvyslanectví Spojených států v Islámábádu uskutečnil happennig na podporu práv sexuálních menšin v Pákistánu. Americká diplomacie tuto událost popsala jako první oslavu gay, lesbické, bisexuální a trans hrdosti. Islamistická strana Jammat-e-Islami a další nábožensky konzervativní skupiny tuto akci odsoudily a vyšly do ulic. Protestu se zúčastnilo přes 75 lidí, včetně samotných pákistánských LGBT aktivistů. Mnoho Pákistánců se tímto gestem cítilo uraženo a vnímalo jej jako akt sociálního a kulturního terorismu. V tisku několik duchovních řeklo, že homosexuálové nemohou být Pákistánci, ani muslimové. Magazín Dawn dokonce informoval, že v očích Pákistánců je tento krok ihned po raketovém útoku považován za druhý nejagresivnější postup USA vůči jejich zemi. Kontroverze navíc výrazně zvýšila nenávist pákistánské společnosti vůči LGBT komunitě. Zástupce vedoucího diplomacie Richard Hoagland na to odpověděl, že USA bojují za rovná práva všech bez ohledu na jejich sexuální orientaci, a že velvyslanectví bude i nadále podporovat všechny představitele LGBT komunity. Mnoho pákistánských LGBT aktivistů se s tím ale neztotožnilo a uvedlo, že něco takového nijak neprospívá veřejnému vnímání LGBT komunity.

## Veřejné mínění
Veřejné mínění ve vztahu k LGBT politice je v podstatně jednomyslné. Průzkum Pew Research Center z června 2013 uvedl, že z 36 sledovaných zemí je Pákistán řazen mezi nejméně akceptující homosexualitu. 87 % Pákistánců uvedlo, že homosexualita je společensky neakceptovatelná. Hlavní příčina spočívá ve velmi přísném náboženském systému vycházejícím z konzervativního výkladu islámu, který zakazuje praktikování homosexuality.
Podle průzkumu ILGA z r. 2017 souhlasilo 45 % Pákistánců, že by gayové, lesby a bisexuálové měli požívat stejných práv jako heterosexuálové, zatímco 36 % bylo proti (zbytek byl nerozhodnutý). Kromě toho 41 % souhlasilo, že by měli být chráněni před diskriminací na pracovišti. 46 % Pákistánců nicméně uvedlo, že lidé žijící v homosexuálním vztahu by měli být uvězňování. 31 % bylo proti. Ve vztahu k translidem 49 % souhlasilo, že by měli mít stejná práva a povinnosti, 51 % souhlasilo s jejich ochranou před diskriminací na pracovišti a 44 % souhlasilo s právem na úřední změnu pohlaví.
Mimo jiné 40 % Pákistánců řeklo, že kdyby zjistili jinou sexuální orientaci u svého souseda nebo sousedky, pokoušeli by se ho/jí změnit. (43 % uvedlo, že kdyby to byla žena, a 45 %, kdyby to byl muž).

## Souhrnný přehled
| Legální stejnopohlavní styk                                                             | (Trest: Smrt nebo doživotní vězení podle Sekce 377)   |
| Stejný věk legální způsobilosti k pohlavnímu styku pro obě orientace                    | No                                                    |
| Anti-diskriminační zákony v zaměstnání                                                  | / (Od r. 2018, ale pouze pro jiné genderové identity) |
| Anti-diskriminační zákony v přístupu ke zboží a službám                                 | / (Od r. 2018, ale pouze pro jiné genderové identity) |
| Anti-diskriminační zákony v ostatních oblastech (homofobní urážky, zločiny z nenávisti) | / (Od r. 2018, ale pouze pro jiné genderové identity) |
| Stejnopohlavní soužití                                                                  | No                                                    |
| Adopce dítěte partnera                                                                  | No                                                    |
| Společná adopce dětí stejnopohlavními páry                                              | No                                                    |
| LGBT lidem je umožněná služba v armádě                                                  | No                                                    |
| Možnost změny pohlaví                                                                   | (2010)                                                |
| Uznání institutu třetího pohlaví                                                        | (2010)                                                |
| Přístup k umělému oplodnění pro lesbické ženy                                           | No                                                    |
| Náhradní mateřství pro gay páry                                                         | No                                                    |
| MSM smějí darovat krev                                                                  | No                                                    |